# Жувентуде (футбольний клуб, Фогу)
Жувентуде Футебул Клубе або просто Жувентуде (порт. Juventude Futebol Clube) — професіональний кабо-вердський футбольний клуб з міста Сан-Феліпе, на острові Фогу. Крім футбольної в клубу функціонують баскетбольна, волейбольна та легкоатлетична секції.

## Статистика виступів у чемпіонатах
| Сезон   | Див. | Міс. | О  | Іг. | В | Н | П | ЗМ | ПМ | РМ  |
| 2013-14 | 2    | 10   | 10 | 18  | 3 | 1 | 4 | 26 | 50 | -24 |
| 2014-15 | 3    | 1    | -  | -   | - | - | - | -  | -  | -   |